# Oppo Reno8 T
Oppo Reno8 T та Oppo Reno8 T 5G — смартфони середнього рівня, розроблені компанією OPPO Electronics, що входять у серію Reno. Були представлені в лютому 2023 року.
В Китаї продається подібна до Oppo Reno8 T 5G модель під назвою Oppo A1 Pro з відмінністю в камерах.

## Дизайн
Екран Oppo Reno8 T виконаний зі скла Corning Gorilla Glass 5, а в Reno8 T 5G та A1 Pro — Asahi Glass AGC DT-Star2. Задня панель Reno8 T в кольорі Сонячний помаранч виконана зі штучної штучної шкіри, а в кольорі Опівнічний чорний й у всіх варіантах кольорів Reno8 T 5G та A1 Pro — з пластику. Бокові грані у всіх моделей виконані з глянцевого пластику.
Oppo Reno8 T отримав подібний до Oppo Reno7 Orbit Light, який працює як індикатор сповіщень та заряду.
В Oppo Reno8 T знизу розміщені роз'єм USB-C, динамік, мікрофон та 3.5 мм аудіороз'єм. Зверху розташований додатковий мікрофон. З лівого боку розміщені кнопки регулювання гучності та слот під 2 SIM-картки і карту пам'яті формату microSD. З правого боку розміщена кнопка блокування смартфона.
В Oppo Reno8 T 5G та Oppo A1 Pro знизу розміщені роз'єм USB-C, динамік, мікрофон та гібридний слот під 2 SIM-картки або 1 SIM-картку і карту пам'яті формату microSD. Зверху розташований другий динамік та додатковий мікрофон. З лівого боку розміщені кнопки регулювання гучності, а з правого — кнопка блокування смартфона.
Oppo Reno8 T продається в кольорах Опівнічний чорний та Сонячний помаранч, а Reno8 T 5G — Опівнічний чорний та Золотий схід сонця.
Oppo A1 Pro продається в 3 кольорах: Морський чорний місяць, Ранкове золото та Ранковий дощ (блакитний).

## Технічні характеристики

### Платформа
Oppo Reno8T отримав процесор MediaTek Helio G99 з графічним процесором Mali-G57 MC2, а Reno8T 5G та A1 Pro — Qualcomm Snapdragon 695 з підтримкою 5G та графічним процесором Adreno 619.

### Батарея
Oppo Reno8T отримав акумуляторну батарею об'ємом 5000 мА·год та підтримку швидкої зарядки потужністю 33 Вт, а Reno8 T 5G та A1 Pro — 4800 мА·год та підтримку швидкої зарядки потужністю 67 Вт відповідно. Також всі моделі мають підтримку стандарту Power Delivery та дротової зворотної зарядки.

### Камера
Oppo Reno8 T отримав основну потрійну камеру 100 Мп, f/1.7 (ширококутний) з фазовим автофокусом + 2 Мп, f/3.3 (макро з мікролінзами) + 2 Мп, f/2.4 (сенсор глибини).
Oppo Reno8 T 5G отримав основну потрійну камеру 108 Мп, f/1.7 (ширококутний) з фазовим автофокусом + 2 Мп, f/3.3 (макро з мікролінзами) + 2 Мп, f/2.4 (сенсор глибини). Oppo A1 Pro має майже той самий набір тилових камер, що й Reno8 T 5G, але без макромодуля.
Oppo Reno8 T та Reno8 T 5G отримали фронтальну камеру 32 Мп, f/2.4, а Oppo A1 Pro — 16 Мп, f/2.4. 
Основна та фронтальна камери всіх моделей вміють записувати відео в роздільній здатності 1080p@30fps. 

### Екран
Oppo Reno8 T отримав екран типу AMOLED діагоналлю 6,43" з роздільною здатністю Full HD+ (2400 × 1080 пікселів), співвідношенням сторін 20:9, щільністю пікселів 409 ppi, частотою оновлення 90 Гц та круглим вирізом під фронтальну камеру в верхньому лівому кутку.
В свою чергу Oppo Reno8 T 5G та A1 Pro отримали загнутий по краям екран типу AMOLED діагоналлю 6,7" з роздільною здатністю Full HD+ (2400 × 1080 пікселів), співвідношенням сторін 20:9, щільністю пікселів 394 ppi, частотою оновлення 120 Гц та круглим вирізом під фронтальну камеру, розташований зверху в центрі.
Також всі моделі мають вбудований під дисплей оптичний сканер відбитків пальців.

### Звук
Смартфони отримали стереодинаміки. В Reno8 T роль другого динаміка виконує розмовний, а в Reno8 T 5G та A1 Pro другий динамік розташований на верхньому торці.

### Пам'ять
Oppo Reno8 T та Reno8 T 5G продаються в комплектаціях 8/128 та 8/256 ГБ, а A1 Pro — 8/128, 8/256 та 12/256 ГБ. Всі моделі мають накопичувач типу UFS 2.2 і оперативну пам'ять типу LPDDR4X.

### Програмне забезпечення
Смартфони були випущені на ColorOS 13 на базі Android 13. і були оновлені до ColorOS 14.1 на базі Android 14.

## Рецензії

### Oppo Reno8 T
Оглядач з ITC.ua поставив Oppo Reno8 T 4 бали з 5. До переваг оглядач відніс фото при хорошому освітленні, режим мікроскопа, ергономіку і дизайн задньої панелі, дисплей, автономність, комплектну швидку зарядку та програмне забезпечення. До головних недоліків він відніс якість фотографій при поганому освітленні та низьку продуктивність в іграх.